# Plaisentif
Il Plaisentif, anche noto come Formaggio delle viole, è un formaggio tipico dell'alta Val Chisone e dell'alta Val di Susa.

## Storia[1]
Il documento che racconta del dono del Plaisentif che, nel lontano 1570 circa, i margari di Sause di Cesana fecero al governatore Turta di Perosa affinché quest'ultimo permettesse lo scambio di merci fra alta e bassa val Chisone, è stato ritrovato da Giovanni Laurenti nel 1999, riordinando un cassetto della sua libreria (mai pubblicato e neppure conservato presso il Comune di Perosa Argentina).
In seguito a ciò l'Amministrazione Comunale di allora, guidata dallo stesso Laurenti, pensò di utilizzare tale storia per farne oggetto di un evento turistico - culturale. Da questo è nata la rielaborazione sceneggiata del fatto, a cura di Laura Balzani, e la rievocazione storica "Poggio Oddone terra di confine - Il Dono del formaggio" che venne rappresentata nella 3ª domenica di settembre di quell'anno, grazie alla partecipazione di oltre un centinaio di perosini che si sono impegnati a permettere la nascita di questo progetto.
L'evento ebbe grande successo di pubblico e di critica.
L'anno dopo il sindaco Laurenti, sull'onda del successo ottenuto, propose ad alcuni margari dell'alta valle di riprendere la produzione del Plaisentif, seguendo l'antica ricetta ritrovata. Il margaro Ivano Challier provò a fare alcune tomette che vennero presentate e messe in vendita a Perosa Argentina durante la terza edizione della rievocazione e della fiera di Poggio Oddone. Andarono a ruba.
Si pensò allora di regolamentarne la produzione tentando un progetto economico ardito e innovativo: fare del Plaisentif un prodotto di alta qualità da vendersi solo a partire dalla fiera perosina di settembre che da quel momento venne rinominata "Fiera del Plaisentif".
Così il sindaco Laurenti, nel 2002/03 contatta il veterinario Gatto e in seguito l'Istituto Caseario di Moretta per avere il supporto tecnico di controllo della qualità della produzione e nel contempo si coinvolgono i margari della valle nella nuova produzione.
Vengono individuati il sig. Tallone e il prof. Zeppa con l'incarico di controllo della fedeltà al disciplinare di produzione e della qualità del prodotto.
In quell'anno la funzionaria provinciale Di Bella, nel corso di un convegno promosso dal comune di Perosa Argentina, viene a conoscenza del progetto comunale Plaisentif e lo sostiene. Viene anche richiesto il contributo della C. Montana, ufficio agricoltura. La giunta di C. Montana autorizza la partecipazione della C.M. stessa al progetto, cosicché il funzionario di C.M. Conte affianca il Comune di Perosa Argentina finanziando l'operato di Zeppa e Tallone.
Il progetto piacque e l'adesione dei margari aumentò, aumentando di conseguenza la produzione fino ad arrivare alle attuali 3000 tome circa.
In seguito, essendo avvenuti tentativi di appropriazione e imitazione del Plaisentif, l'Amministrazione Comunale di Perosa guidata da Laurenti procedette alla registrazione di marchio (ideato da Laurenti e realizzato dalla Provincia di Torino) e denominazione presso la camera di Commercio di Torino.
La denominazione ufficiale è: “PLAISENTIF – Formaggio delle viole di Perosa Argentina”.
A corollario dell'impegno comunale, nasce prima un comitato di perosini nel 2001 che si impegnarono nella creazione di tutto ciò che è da contorno al Plaisentif all'interno della Rievocazione Storica: le mostre, i convegni, i momenti enogastronomici, le sfilate dei gruppi storici, tutti gli allestimenti e i lavori svolti prima, durante e dopo ogni manifestazione. Fu così che grazie ad 11 soci fondatori nacque l'Associazione Culturale Poggio Oddone il 15 febbraio 2003.
Parallelamente l'Amministrazione Laurenti nel 2007 ha promosso la nascita dell'Associazione Produttori del Plaisentif, di cui il Comune e l'Associazione Culturale Poggio Oddone per statuto fanno parte. Allegato all'atto di costituzione dell'Associazione Produttori, vi è il disciplinare di produzione redatto da Laurenti e da Tallone, sulla scorta di quel primo disciplinare scritto dallo stesso Laurenti con l'aiuto dell'Assessore Benedetto Luca che venne presentato ai margari e seguìto dal 2003 al 2007. Oggi il Presidente dei Produttori è Alex Challier, figlio di Ivano Challier, scomparso nel 2017, il primo che credette nel progetto e grazie al quale si è ripresa la produzione del formaggio .
Solo nel 2009 il Plaisentif entra nel Paniere della Provincia.
Oggi la vita e la gestione delle manifestazioni e della prosecuzione del progetto Plaisentif prosegue grazie al Comune di Perosa Argentina, all'Associazione Culturale Poggio Oddone, all'Associazione Produttori Plaisentif, agli enti locali che lo sostengono, agli sponsor privati locali e agli indispensabili soci, figuranti, amici e collaboratori (in forma di volontariato), senza i quali oggi non sarebbe più pensabile poter presentare eventi simili.

## Caratteristiche
È una particolare toma che viene prodotta negli alpeggi dell'alta Val Chisone.
Viene prodotto dal latte delle mucche del primo alpeggio (tra la salita all'alpeggio di giugno e non oltre il 30 luglio), che si alimentano esclusivamente della flora locale ricca di fiori ed aromi. Viene anche chiamato formaggio delle viole perché l'erba del primo alpeggio coincide con l'epoca della fioritura delle viole.
Dopo una stagionatura di almeno 60 giorni è pronto per la commercializzazione, che avviene solo ed esclusivamente a partire dalla Rievocazione Storica Poggio Oddone - Terra di Confine e Fiera del Plaisentif che si tiene a Perosa Argentina la 3ª domenica di settembre di ogni anno.
Solo le tome che corrispondono ai requisiti organolettici, vengono marchiati a fuoco e possono denominarsi "Plaisentf".
Sulla sinistra orografica della val Chisone è stato tracciato un sentiero che collega le varie borgate dove più tipicamente si produce il formaggio.